# Melampsora caprearum
Melampsora caprearum Thüm. – gatunek grzybów z rzędu rdzowców (Pucciniales). U niektórych gatunków wierzb (Salix) wywołuje chorobę o nazwie rdza wierzby.

## Systematyka i nazewnictwo
Pozycja w klasyfikacji według Index Fungorum: Melampsora, Melampsoraceae, Pucciniales, Incertae sedis, Pucciniomycetes, Pucciniomycotina, Basidiomycota, Fungi.
Synonimy:

- Clinoconidium farinosum Pat. 1898
- Clinoconidium farinosum Pat. ex Sacc. 1902
- Lecythea caprearum Berk. 1860
- Lecythea farinosa (Pers.) Lév. 1847
- Melampsora farinosa (Pers.) J. Schröt 1887
- Melampsora laricis-caprearum Kleb. 1897
- Melampsora salicis-capreae (Pers.) G. Winter 1884
- Uredo farinosa Henn. 1897
- Uredo farinosa Pers. 1801
- Uredo farinosa var. salicis-capreae Pers. 1801

## Morfologia i rozwój
Jasnopomarańczowe ecja pojawiają się na dolnej stronie liści wierzby. Powstają w nich kuliste lub elipsoidalne ecjospory o rozmiarach 15–25 × 12–20 μm. Mają gęsto brodawkowaną powierzchnię i grube ściany (1,5–2 μm ). strzępki rostkowe rozproszone. Uredinia o szerokości 1-3 mm powstają w skupiskach również na dolnej stronie liści wierzb, czasami tylko na górnej. Powstają w nich kuliste, lub szeroko elipsoidalne urediniospory o rozmiarach 14–26 × 13–23 μm. Mają ściany o grubości 2–3 μm, strzępki rostkowe rozproszone. Telia o szerokości 1 mm powstają na górnej stronie liści wierzby, podskórnie. Są ciemnoczerwono-brązowe. Teliospory o rozmiarze 25–45 × 7–17 μm. Ich ściany mają po bokach o grubość 1 μm, a na wierzchołku 5–10 μm. Strzępka rostkowa wyrasta z wierzchołka.
Jest to rdza pełnocyklowa i dwudomowa. Trzy rodzaje zarodników (ecjospory, urediniospoy i teliospory) wytwarza na wierzbach, pozostałe dwa (spermacja i bazydiospory) na modrzewiu (Larix). Te dwa ostatnie są niepozorne i powstają na modrzewiu wczesną wiosną. Bazydiospory dokonują infekcji pierwotnej wierzb.

## Występowanie  i siedlisko
Melampsora caprearum  jest rozprzestrzeniona w Europie, na Bliskim Wschodzie i w Azji. Z Ameryki Północnej podano tylko nieliczne doniesienia o jej występowaniu.
Pasożyt obligatoryjny. W Polsce potwierdzono występowanie na wierzbie iwa (Salix caprea) i mieszańcu w. iwy z wierzbą śląską (Salix caprea L. × S. silesiaca) oraz na modrzewiu europejskim (Larix decidua).

## Gatunki podobne
Na wierzbie iwie i modrzewiu mogą występować także inne gatunki Melampsora. Ich rozróżnienie możliwe jest badaniami molekularnymi i genetycznymi.